# Крафт Фуудс
Kraft Foods Inc. е бивш мултинационален конгломерат за сладкарски изделия, храни и напитки. Той продава стоки от много марки в повече от 170 страни. 12 от неговите брандове годишно печелят повече от 1 милиард щатски долара в световен мащаб: Cadbury, Jacobs, Kraft, LU, Maxwell House, Milka, Nabisco, Oreo, Oscar Mayer, Philadelphia, Trident и Tang. Четиридесет от неговите марки са на възраст поне век.
Седалището на компанията е било в Нортфийлд, Илинойс, близо до Чикаго.
Kraft е листвана на Нюйоркската фондова борса и става компонент на Dow Jones Industrial Average на 22 септември 2008 г., заменяйки American International Group. През август 2011 г. компанията обявява плановете си да отдели северноамериканския бизнес с хранителни продукти (макарони, сирена, месо, десерти, сосове, напитки) от по-бързо развиваща се глобална компания за леки закуски (шоколади, дъвки, печива и подобни). Компанията за хранителни продукти е наречена Kraft Foods Group, сега част от Kraft Heinz. Глобалната компания е наречена Mondelez International Inc. и е призната за законен наследник на стария Kraft Foods.

## История

### National Dairy Products Corporation
В корпоративен план Kraft Foods проследява произхода си до National Dairy Products Corporation, създадена на 10 декември 1923 г. от Томас Х. Макинърни и Едуард Е. Рик. Първоначално фирмата е създадена, за да изпълнява стратегия за събиране на продукти в разпокъсаната индустрия за сладолед в Съединените щати. Чрез придобивания се разширява до пълна гама млечни продукти. До 1930 г. тя е най-голямата млечна компания в Съединените щати и света, надминавайки Borden.
Макинърни управлява Hydrox Corporation, компания за сладолед, разположена в Чикаго, Илинойс. През 1923 г. той отива на Уолстрийт, за да убеди тамошните инвестиционни банкери да финансират неговата схема за консолидиране на индустрията за сладолед в Съединените щати. Той убеждава консорциум, включващ Goldman Sachs и Lehman Brothers, да финансират стратегията за обединение.
В резултат на неговите усилия през 1923 г. е създадена National Dairy Products Corporation. Фирмата се разраства бързо чрез придобиване на повече от 55 фирми между 1923 и 1931 г., с няколко забележителни предприятия, сред които и Kraft-Phenix.

### Началото на Kraft
Роден в Стивънсвил, Онтарио, Канада през 1874 г., Джеймс Крафт имигрира в Съединените щати през 1903 г. и започва бизнес със сирене на едро в Чикаго; първата година е неуспешна, той губи 3000 щ. д. и един кон. Въпреки това бизнесът се задържа и Крафт, подкрепен от четиримата си братя, създава J.L. Kraft and Bros. Company през 1909 г.
През 1912 г. компанията създава централата си в Ню Йорк, за да се подготви за международна експанзия. До 1914 г. тридесет и един разновидности на сирене се продават в САЩ поради интензивното разработване на нови продукти, разширяването чрез маркетинг и отварянето на собствена фабрика за сирене в Стоктън, Илинойс.
През 1915 г. компанията изобретява пастьоризирано топено сирене, което не се нуждае от охлаждане, като по този начин дава по-дълъг срок на годност от конвенционалното сирене. Процесът е патентован през 1916 г. и около шест милиона паунда от продукта са продадени на американската армия за военни дажби по време на Първата световна война.
През 1916 г. компанията започва национална реклама и прави първото си придобиване – канадска компания за сирене.
През 1924 г. компанията променя името си на Kraft Cheese Company и е регистрирана на Чикагската фондова борса. През 1926 г. тя е регистрирана на NYSE. След това фирмата започва да консолидира млечната индустрия на Съединените щати чрез придобиване, в конкуренция с National и Borden.
През 1928 г. придобива Phenix Cheese Company, производител на крема сиренето Philadelphia, и компанията променя името си на Kraft-Phenix Cheese Company.
През 1929 г. The New York Times съобщава, че Kraft-Phenix, The Hershey Company и Colgate обмислят сливане. През същата година е съобщено, че National, Borden и Standard Brands (фирма, която сега е част от Kraft Foods) се стремят да придобият фирмата.
До 1930 г. тя завладява четиридесет процента от пазара на сирене в САЩ и е третата по големина млечна компания в Съединените щати след National Dairy и Borden.

### След придобиването на Kraft-Phenix от National Dairy
По време на придобиването през 1930 г. National Dairy има продажби от 315 млн. щ.д. в сравнение с 85 млн. за Kraft Phenix. Фирмата продължава да се нарича National Dairy до 1969 г., когато променя името си на Kraftco.
По време на Втората световна война компанията изпраща четири милиона паунда сирене във Великобритания всяка седмица.
През 60-те години на XX век развитието на продуктите става интензивно, лансирайки плодови желета, плодови консерви, маршмелоу, сосове за барбекю и Kraft Singles, марка индивидуално опаковани филийки сирене. През това десетилетие компанията се разширява и на много пазари по света.

### National Dairy става Kraft
През 1969 г. фирмата променя името си от National Dairy на Kraftco Corporation, а през 1972 г. се прехвърля в Гленвю, Илинойс. През 1976 г. името ѝ се променя на Kraft, Inc., за да подчертае търговската марка, с която компанията е била известна.
През 1980 г. Kraft се слива с Dart Industries – производители на марката батерии Duracell и др. продукти, за да образуват Dart & Kraft, но по-късно отделя своя нехранителен бизнес (с изключение на батерии Duracell) в ново дружество, като същевременно променя името си обратно на Kraft, Inc. През 1988 г. Kraft продава Duracell на Kohlberg Kravis Roberts, Gillette купува Duracell през 1996 г., а самата тя е придобита от Procter and Gamble през 2005 г.
В края на 1988 г. Philip Morris Companies купува Kraft за 12,9 млрд. щ. д. През 1989 г. Kraft се слива с отдела General Foods на Philip Morris.
През 1990 г. компанията придобива Jacobs Suchard (европейският гигант за производство на кафе и сладкарски изделия Jacobs Suchard е образуван след сливане на Jacobs с френската Chocolat Suchard) и Freia Marabou (скандинавски производител на сладкарски изделия), за да се разшири в чужбина.
На 15 декември 1993 г. Kraft Foods купува съществуващия в гр. Своге Завод за шоколадови изделия „Република“ (създаден през 1901 г. като Шоколадова фабрика „Велизар Пеев“) и го преименува на „Своге“.
През 1995 г. сменя името си на днешното Kraft Foods.
През 2001 г. Kraft Foods купува българската компания за кафе „Нова Бразилия“.
От 2007 г. Philip Morris (сега Altria Inc.) продава своя дял в Kraft foods и двете компании вече не са свързани.
През юли 2007 г. Kraft купува подразделението за бисквити и зърнени храни на Groupe Danone за 7,2 млрд. щ.д., включително емблематичната френска марка бисквити Lefèvre-Utile.

### Покупка на Cadbury
На 19 януари 2010 г. британската Cadbury одобрява офертата за придобиване от Kraft, оценявайки бизнеса със сладкарски изделия на 19,5 млрд. щ. д.
След закупуването на Cadbury, Kraft контролира 14,8% от световния пазар на бонбони и дъвки. С нарастването на доходите в развиващите се страни Kraft се надява, че продукти като Oreo ще станат импулсивни покупки за децата. Mars, Inc. е втори на пазара на сладкарски изделия с 14,6% дял, следван от Nestlé със 7,8%.

### Разделяне
След период на лошо представяне на акциите и критики от инвеститорите, Розенфелд е принудена да обяви през 2011 г. разделяне на компанията на две нови единици. Първото предприятие ще запази имената и марките на Kraft foods и ще се съсредоточи върху бизнеса с храни в Северна Америка. Второто, наречено Mondelēz International, ще се съсредоточи върху глобалния бизнес със закуски и ще включва бившите бизнеси на Cadbury, плюс глобални марки, включително Dairylea. Разделянето е структурирано така, че Kraft Foods променя името си на Mondelez International и отделя Kraft Foods Group като нова публично търгувана компания.

## Марки
Преди компанията да бъде разделена, нейните основни дейности са били напитки, сирена, млечни храни, леки закуски, сладкарски изделия и полуфабрикати.
Основните марки на Kraft, всяка от които генерира приходи над 1 млрд. щ.д., са:
- Cadbury
- Jacobs
- Kraft, вкл. Kraft Dinner, Kraft Singles, Kraft Mayo
- LU
- Maxwell House
- Milka
- Nabisco
- Oreo
- Oscar Mayer
- Philadelphia
- Trident
- Tang